# 富山市立朝日小学校
富山市立朝日小学校（とやましりつ あさひしょうがっこう）は富山県富山市にある公立小学校。

## 沿革
個別に出典が提示されていない箇所の出典→
- 1874年9月 - 武部九ノ郎宅を借りて小学校創立[2]。同年に創立したのは敬見小学校、日台小学校の2校であった[3]。
- 1877年7月 - 増山藤十郎所有地に学校新築。
- 1886年1月 - 簡易下条小学校と改称。
- 1892年10月 - 朝日尋常小学校と改称。
- 1893年12月 - 浅岡幸次宅西側の地に学校を新築。
- 1908年11月 - 校舎全焼。
- 1909年12月 - 下条畑田に校舎を新築。
- 1913年6月 - 2教室を増築。
- 1926年4月 - 高等科を併置し、朝日尋常高等小学校と改称。
- 1941年4月 - 朝日国民学校と改称。
- 1947年4月 - 高等科を廃止し、朝日小学校と改称。
- 1951年4月 - 下条661番地に校舎新築。
- 1955年1月 - 婦中町立朝日小学校と改称。
- 1969年 - プール竣工[3]。
- 1981年7月 - 新校舎の建設に着手[4]。
- 1982年3月 - 現校舎（鉄筋コンクリート2階建管理棟と3階建ての2棟、延床面積2,220m2で旧校舎より約400m2広い[4]）、グラウンド完工[3][5]。同年3月15日より校舎の使用を開始し、3月27日に完成式を挙行[6]。
- 1993年3月 - 体育館・ランチルーム竣工[7]。

## 通学区域
婦中町安田、婦中町小泉、婦中町下下条、婦中町上下条、婦中町下友坂、婦中町上友坂、婦中町総野

## 進学先
- 富山市立速星中学校

## 周辺
- 富山県道59号富山庄川線
- 朝日保育所